# ثيلما ليدز
ثيلما ليدز (بالإنجليزية: Thelma Leeds)‏ هي مغنية وممثلة أمريكية، ولدت في 18 ديسمبر 1910 في نيويورك في الولايات المتحدة، وتوفيت في 27 مايو 2006 في بيفرلي هيلز في الولايات المتحدة بسبب مرض.

## وصلات خارجية
- ثيلما ليدز على موقع IMDb (الإنجليزية)
- ثيلما ليدز على موقع قاعدة بيانات الفيلم (الإنجليزية)